# Hechalot-literatuur
Hechalot-literatuur (ook: Hekhalot-literatuur; hechalot, 'paleis') is een verzamelnaam voor de vroegste joodse, esoterische en mystieke literatuur, die ontstond in Israel. Ze vormde vanaf de 2e eeuw een tegenreactie op het toenmalige rabbijnse jodendom, waarin het geheel om de interpretatie van overgeleverde teksten draaide. De mystici zochten een directe weg naar goddelijke waarheid en religieuze ervaringen, en beschreven spirituele reizen langs de hemelsferen en hemelpaleizen richting God. 
Qua terminologie, metaforen en ideeën sluit de hechalot-literatuur wel aan bij vroegere bronnen, en niet alle hechalot-teksten zijn uitgesproken mystiek. Algemene kenmerken van de literatuur zijn theologische, exegetische beschouwingen over de natuur en de goddelijke wereld op basis van Ezechiëls visioen van Gods troon (Ezechiël 10), magische speculatie en formules, en speculatie over kosmogonie en kosmologie. Magische formules zouden bijvoorbeeld beschermen tegen het kwaad en zouden nodig zijn bij het opstijgen van de mysticus langs de hemelsferen en paleizen. Ook waarzeggerij, zoals fysiognomie, hymnen en lijsten met engelennamen en -functies komen voor. Heilige namen waren vereist om de mysticus een hemelpaleis te laten betreden en verder te reizen.
Mystiek komt in de Talmoed niet voor. De eerste mystieke tegenreactie op het rabbijnse jodendom in de eerste eeuwen was de maaseh Merkavah ('werk van de wagen'), die zich in beginsel baseerde op Ezechiëls visioen van de hemel en Gods troon. Tegelijkertijd trad in rabbijnse kringen een esoterische herinterpretatie op van het Hooglied, waarbij de auteur God zelf zou zijn (een unicum), die zichzelf de hoofdrol toebedeelt, terwijl de beschreven liefdespartner een goddelijk zelfportret is. Dit opende de weg voor mystieke speculaties. De hechalot-mystiek lijkt het vervolg en de versmelting van de merkava-mystiek en de Hooglied-herinterpretatie te zijn. Ook gaan delen van de hechalot-teksten terug op Hebreeuwse apocalyptische en epigrafische literatuur uit de periode van de Tweede tempel (450 v.Chr. – ca. 135 n.Chr.), zoals de boeken van Henoch. Verbanden met gnostiek zijn gezocht maar nooit bewezen. 
Hechalot is het Hebreeuwse meervoud van hechal, 'paleis' of 'tempel'. Het begrip verwijst naar de talmoedische kosmologie, die zeven hemelsferen beschrijft, met daarboven zeven opeenvolgende paleizen waarlangs de mysticus geestelijk op zou stijgen om tot God te komen in het zevende en laatste paleis. Het begrip hechal komt niet voor in de Talmoed of midrasj-literatuur, en evenmin in de hechalot-literatuur zelf, maar wel in de merkava-literatuur (merkava, 'troonwagen' (van God)), een tweede en iets vroegere stroming van joodse mystiek. Hoewel de merkava-literatuur geïntegreerd werd in de rabbijnse traditie, werd de hechalot-literatuur dat niet. Ze werd juist genegeerd. 
De hechalot-literatuur is in principe pseudepigrafisch. De biografische informatie erin - indien aanwezig - is onbetrouwbaar. Vaak werden de teksten toegeschreven aan Bijbelfiguren en rabbijnen. Zo vonden de anonieme auteurs een compromis tussen traditie en de (rabbijnse) studie van oude teksten enerzijds, en de behoefte aan een persoonlijke godsbeleving anderzijds. De literatuur werd herbewerkt tot en met de 10e eeuw. De meeste overgeleverde manuscripten dateren uit de 14e tot en met de 16e eeuw. De teksten zijn vaak herbewerkt, gecombineerd en fragmentarisch. Deze gegevens bemoeilijken de studie naar de oorsprong van de teksten.
De hechalot-literatuur vormde de basis voor de middeleeuwse joodse mystiek, zoals de 12e-eeuwse Chassidische beweging en de kabbala in Spanje en de Provençe.
Thans onderscheidt men 25 hechalot-teksten, waaronder:
- Merkava Rabba - De grote wagen: een aanvulling op het Bijbelboek Ezechiël, met een beschrijving van Ezechiëls visioen van de hemel en Gods troonwagen (merkava).
- Re'uyot Yechez'el - De visioenen van Ezechiël: een exegetische tekst bij de Merkava Rabba.
- Sefer Yetsira - Het boek van de schepping: speculatie over kosmogonie en kosmologie, en over de (verborgen) structuur van de wereld.
- Sefer ha-Razim - Het boek van de mysteriën: over magie.
- Charba de-Moshe - Het zwaard van Mozes: over magie.
- Havdala de-Rabbi Aqiva - De havdala van rabbi Aqiva: over magie.
- Shi'ur Qoma - De afmeting van de goddelijke gestalte
- Hechalot Rabbati - De grote hechalot
- Hechalot Zutarti - De kleine hechalot
- Sefer Hechalot - Het Hebreeuwse derde boek van Henoch
- Ma'ase Merkava - Het werk van de wagen
- Massechet Hechalot - Het traktaat van de hechalot